# Issaquena County
Issaquena County is een county in de Amerikaanse staat Mississippi.
De county heeft een landoppervlakte van 1.070 km² en telt 2.274 inwoners (volkstelling 2000). De hoofdplaats is Mayersville.

## Geboren in Issaquena County
- Muddy Waters (1913-1983), blueszanger en bluesgitarist